# バイ・ザ・ライト・オブ・ザ・シルヴァリー・ムーン
「バイ・ザ・ライト・オブ・ザ・シルヴァリー・ムーン」（By The Light of the Silvery Moon、ないし、By the Light of the Silv'ry Moon）は、ポピュラー音楽の楽曲。ガス・エドワーズが作曲し、エドワード・マッデンが作詞した。この曲は1909年に出版され、初演は1909年の『ジーグフェルド・フォリーズ』の舞台でリリアン・ローレインが歌った。当時のティン・パン・アレーが生み出した一連の月を歌った曲のひとつである。この曲は、短命に終わったブロードウェイのショー『Miss Innocence』（1909年9月27日-10月9日）でも使われ、フランシス・ファー (Frances Farr) が歌った。
1910年に録音されて人気を博したバージョンには、ビリー・マレイとハイドン・カルテットによるものや、エイダ・ジョーンズ、ピアレス・カルテットなどのものがあった。
この曲は、非常に多くのテレビ番組や映画で用いられてきた。曲名をそのまま題名とした映画『銀色の月明かりの下で (By the Light of the Silvery Moon)』は、ドリス・デイの主演で、1953年に公開された。この映画は、同じくドリス・デイが主演した『ムーンライト・ベイ (On Moonlight Bay)」の続編であった。
この曲は、もともとハ長調であるが、ホ長調（ドリス・デイ）やイ長調（ジミー・ボウエン）で歌われることもある。

## おもな録音
- ピアレス・カルテット - 1909年11月にコロムビア・レコードに録音（カタログ番号：799）[3]。
- エイダ・ジョーンズ - エジソン・シリンダー（蝋管）に録音（カタログ番号：10362）、1910年5月にリリース。
- ビル・マレイとハイドン・カルテット - 1910年12月22日にビクタートーキングマシンビクターに録音（カタログ番号：Victor 16460）。
- レイ・ノーブル（英語版）と彼の楽団 (Ray Noble and His Orchestra)（ボーカル：スヌーキー・ランソン（英語版））- 1941年11月17日にコロムビア・レコードに録音（カタログ番号：36479）[4]。このバージョンは、1942年と1944年にマイナー・ヒットとなった[5]。
- ビング・クロスビー - 1942年7月9日にデッカ・レコードに録音[6]。
- ファッツ・ウォーラーと彼のリズム (Fats Waller and His Rhythm) は、ボーカルとピアノのファッツ・ウォーラーにディープ・リヴァー・ボーイズ（英語版）を加え、1942年7月13日にニューヨークでこの曲を録音した。この録音はブルーバード・レコードからカタログ番号 B-11569 でリリースされ[7]、RCAビクターのレーベルではカタログ番号 20-2448A[8]、イギリスのEMIからHis Master's Voice レーベルで出た際のカタログ番号は B 10748 となった。
- ドリス・デイ - コロムビア・レコードから出した1953年のアルバム『By the Light of the Silvery Moon』にこの曲を収録した。
- ゴードン・マクレエとジューン・ハットン（英語版） - 1953年のアルバム『By the Light of the Silvery Moon』にこの曲を収録した。
- ジャッキー・ウィルソン - 1957年7月12日にニューヨークで録音。シングル「Reet Petite」のB面曲としてブランズウィック・レコードからリリース（1957年）。
- エタ・ジェイムス - シングルとしてモダン・レコードからリリース（1957年）[9]。
- ジミー・ボウエ - 1958年のヒット・シングル「The Two Step」のB面曲としてリリース。合衆国のポップ・チャートで50位まで上昇した[10]。
- ジーン・ヴィンセント - キャピトル・レコードから出した1958年のアルバム『Gene Vincent Rocks! And The Blue Caps Roll』に収録[11]。
- リトル・リチャード - スペシャルティ・レコードで録音（1959年）[12]。このバージョンは、全英シングルチャートで17位まで上昇した。日本盤ではシングル「キープ・ア・ノッキン」のB面曲とされ「浪路はるかに」と邦題が付けられた[13]。
- バール・アイヴス - 1964年のアルバム『My Gal Sal and Other Favorites』に収録[14]。
- レイ・チャールズ - 1966年のアルバム『Ray's Moods』に収録。
- ジュリー・アンドリュース - 1973年のアルバム『The World of Julie Andrews』に収録[15]。
- ジョアンナ・ドング（英語版） - 2018年のアルバム『I am Real』に収録し、また、メディアコープのドラマ『Blessings 2』のサウンドトラックにも収録した。